# Nerežišća
Nerežišća – wieś w Chorwacji, w żupanii splicko-dalmatyńskiej, siedziba gminy Nerežišća. W 2011 roku liczyła 616 mieszkańców.